# NGC 1088
NGC 1088 في الفهرس العام الجديد، هي مجرة حلزونية، تقع في كوكبة الحمل. اكتشفت في 25 أكتوبر 1786 بواسطة ويليام هيرشل.

## روابط خارجية
- NGC 1088 على موقع ويكي سكاي: DSS2, SDSS, GALEX, IRAS, Hydrogen α, X-Ray, Astrophoto, Sky Map, Articles and images